# Pininfarina
Pininfarina S.p.A. (полн. итал. Italia Carozzeria Pininfarina S.p.A) — итальянская фирма, занимающаяся кузовостроительством и дизайном автомобилей. Находится в Камбьяно (Италия). Основана в 1930 году под названием Carrozzeria Pinin Farina дизайнером и инженером Баттистой «Пинин» Фариной. Название фирмы стало соединением прозвища и фамилии.
В декабре 2015 года компания куплена индийским холдингом Mahindra Group за 168 млн долларов.

## История
В 1930 году Баттиста основал Carrozzeria Pinin Farina. Основной целью было серийное строительство кузовов для легковых авто, обеспечивая работой большое количество людей, при этом пользуясь последними технологиями и инструментами. В краткие сроки он собрал линию для выпуска 7-8 автомобилей в день. Перед Второй мировой войной Пининфарина установил контакты с иностранными автомобильными компаниями: сотрудничества с ним искали General Motors и Renault. Война прервала это сотрудничество.
После войны, в 1946 году в Pininfarina была построена Cisitalia 202 Coupé — эталон для автомобилей послевоенной эры, представленный в Музее современного искусства в Нью-Йорке, как «один из восьми выдающихся автомобилей нашего времени». Через 20 лет там оказался другой автомобиль Pininfarina — Sigma — прототип безопасного автомобиля, получившего признание во всем мире и особенно в США.
В конце 1940-х несколько производителей автомобилей начали переговоры с Pininfarina. Сотрудничество началось с американской компании Nash Motor of Detroit (ныне American Motors). В 1952 году Pininfarina вернулся в Соединённые Штаты для представления Nash Ambassador, который он спроектировал, и «Nash Healey», спроектированный и созданный ограниченной серией на его заводе в Турине.
Впервые в истории американских автомобильных компаний имя проектировщика стало известным. Неоднократно многие производители автомобилей обращались к нему для проектирования новых моделей для производства.
В 1958 году Pininfarina закончил строительство нового завода, построенного согласно самым современным стандартам, общей площадью 75 000 м². Площадь крытых помещений составляла 40 000 м². Серия последующих расширений производства довела занимаемую заводом площадь до 102 500 м², 50 000 из которых крытые. Это привело к увеличению производства и численности персонала. В 1961 году, после 50 лет активной работы, Фарина передал руководство фирмой своему сыну Серджо и зятю Ренцо Карли.

## Электрокары
В эпоху гибридных моторов Pininfarina решила занять свою нишу на рынке премиальных электрокаров. Первым из них стал Pininfarina Bolloré (Pininfarina B0) с аккумуляторами, произведенными французской компанией Bolloré.
Pininfarina представила собственную концепцию электромобиля Pininfarina B0. Четырёхместный хетчбэк оснащен твердотельной литий-полимерной батареей, суперконденсаторами и встроенной в крышу солнечной панелью для достижения дальности хода в 153 миль (246 км). Разработанный в сотрудничестве с Bolore Group, автомобиль был выпущен для ограниченного производства в 2009 году как Bolloré Bluecar.
Pininfarina представила гибридный концепт с турбинным двигателем под названием Cambiano на автосалоне в Женеве в 2012 году.
В 2015 году концерном Mahindra & Mahindra была создана сестринская компания Automobili Pininfarina, расположенная в Мюнхене, которая станет заниматься производством дорогих мелкосерийных автомобилей. Первым автомобилем стал Pininfarina Battista.
На автосалоне в Женеве в 2016 году Pininfarina представила концепцию электрического спортивного автомобиля H2 Speed. H2 Speed — это водородный автомобиль с двумя электрическими двигателями со спортивными характеристиками, работающими на водородном топливном элементе. Водородный блок был разработан швейцарской компанией GreenGT.
В 2021 году создан компьютерный проект своего первого концепт-кара Pininfarina Teorema.

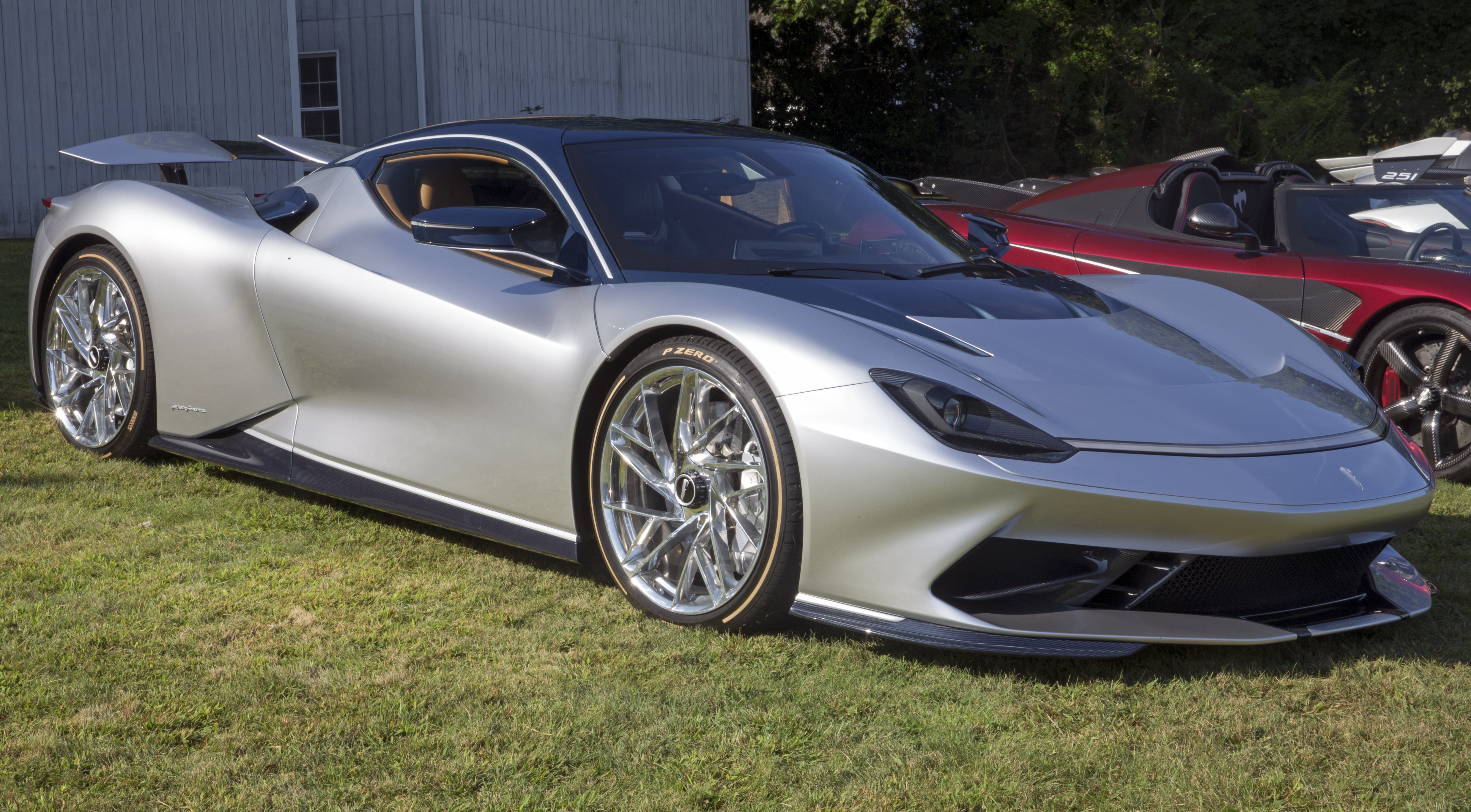
Pininfarina Battista
О планах создать серийный электрокар, руководители Pininfarina проговорились ещё в ноябре 2018 года, а чуть позднее стало известно и имя концепта — Battista, в честь основателя компании. В апреле 2019 года суперкар впервые показали широкой публике. Тогда же стали известны и характеристики — стоимость ориентировочно составит 2,6 млн долларов США, разгон от 0 до 100 км/ч за 1,8 сек, максимальная скорость — 350 км/ч. Мощности аккумулятора хватит на 480 км. Создатели в рекламных целях сравнили новый суперкар с истребителем F-16, подчеркнув, что Battista быстрее разгоняется.

## Сотрудничество с Ferrari
История этого легендарного партнёрства началась в 1951 году со встречи Баттиста Фарины и Энцо Феррари в ресторане в городке Тортона, между Турином и Моденой. Ни один из руководителей не соглашался на встречу в офисе компании, поэтому была выбрана нейтральная территория. Эта встреча имела эпохальное значение для обеих компаний — Pininfarina стала отвечать за дизайн всех флагманов Ferrari, а также получила доступ к инженерии, технологии и процессу сборки автомобилей.
Результат всем известен — единственные модели, которые не были разработаны Pininfarina для Ferrari — это Dino 308 GT4 1973 года и LaFerrari 2013 года. Сотрудничество было настолько плотным, что сам Баттиста был вице-президентом Ferrari, а его сын Серхио позднее входил в совет директоров Ferrari.
Такжe Pininfarina внесла большой вклад в становление гоночной команды Ferrari в 1961—1989 годах, являясь полноправным партнёром «Scuderia Ferrari SpA SEFAC».

## Сторонние проекты
Pininfarina достаточно удачно реализовывали дизайн-проекты, как приглашенный подрядчик в рамках коллаборации со всемирно известными брендами.
Для Олимпиады в Турине в 2006 году дизайнеры бренда разработали образы факела и чаши на церемонии открытия и закрытия игр.
Широкую известность получила линейка кухонной и бытовой техники, которую итальянские дизайнеры создали для словенского бренда Gorenje.
Единственной спорной работой оказалось сотрудничество с компанией Casio — разработанный Pininfarina дизайн часов G-Shock GE-2000 был негативно встречен покупателями. Критике подвергся ремешок, который часто рвался при активном использовании, что шло вразрез с концепцией G-Shock, которая позиционирует свой продукт для экстремалов.

## Проекты
- 1912 Fiat Tipo Zero
- 1947 Cisitalia 202
- 1954 Cadillac PF 200 Cabriolet
- 1954 Lancia Aurelia B24 S
- 1956 Rambler Palm Beach
- 1957 Lancia Florida II
- 1958 Cadillac Skylight
- 1959 Cadillac Starlight
- 1960 Pininfarina X[9]

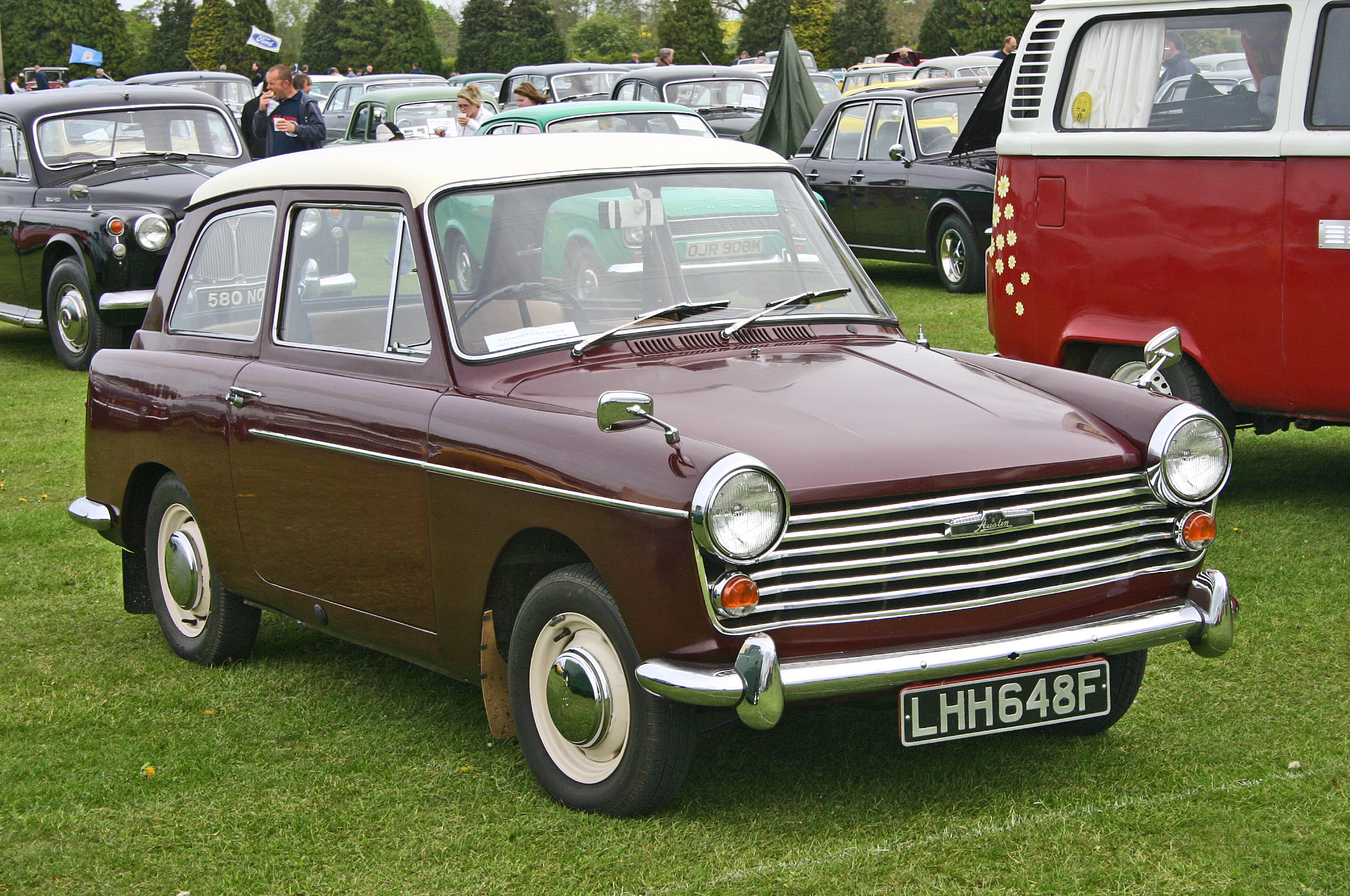
1961 Austin A40 Farina Mk II

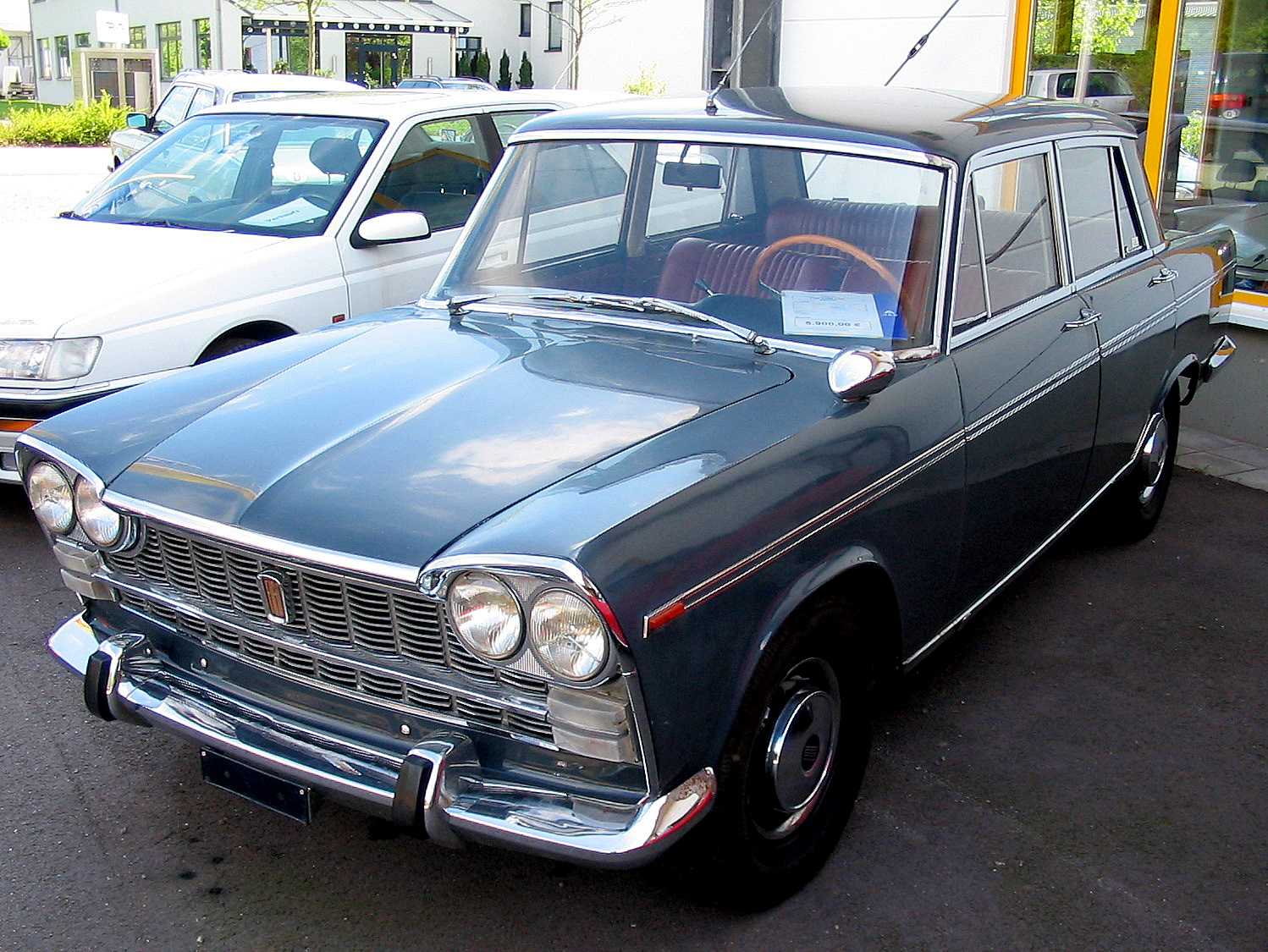
1963 Fiat 2300

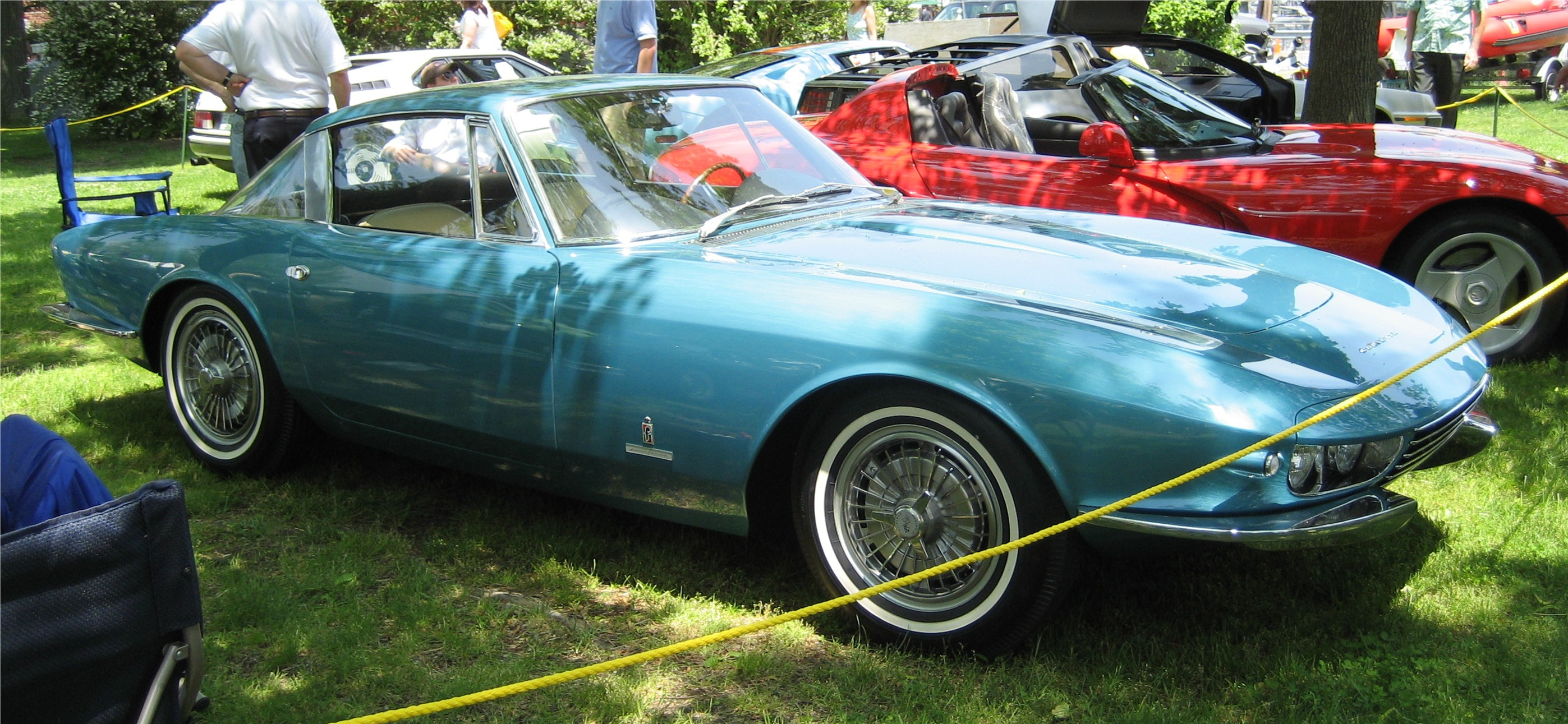
1963 Chevrolet Corvette Rondine coupe

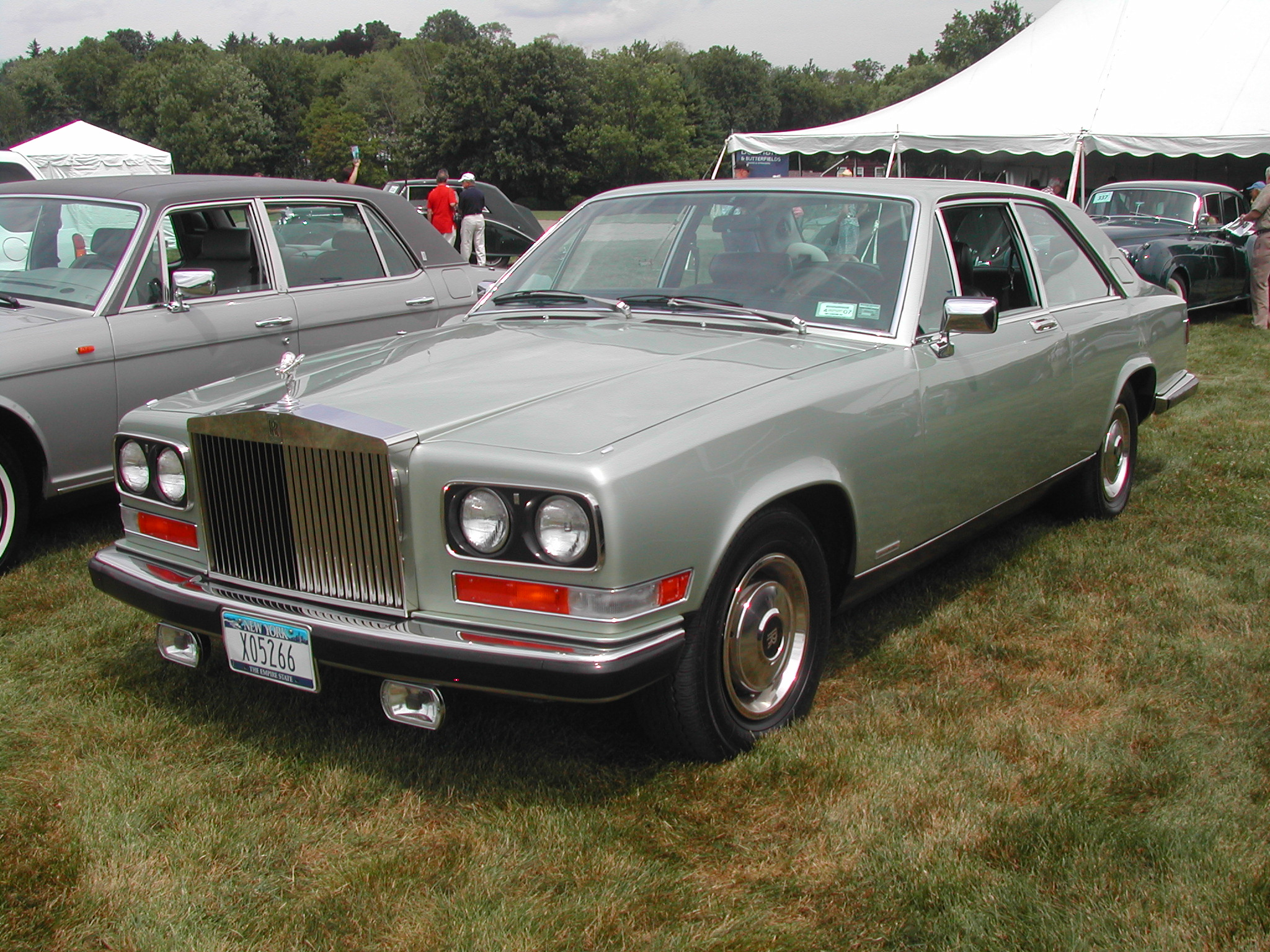
1982 Rolls-Royce Camargue

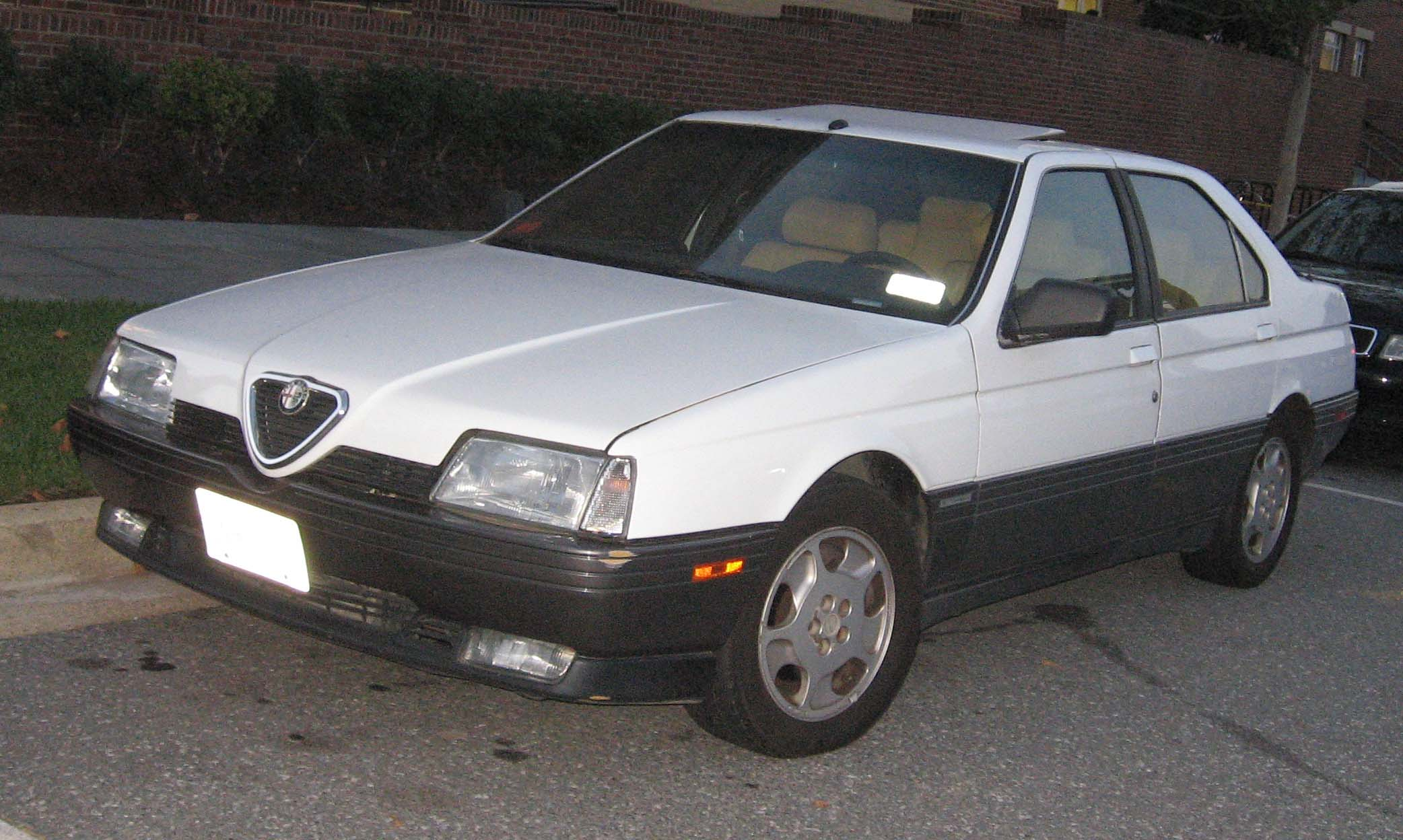
1987 Alfa Romeo 164

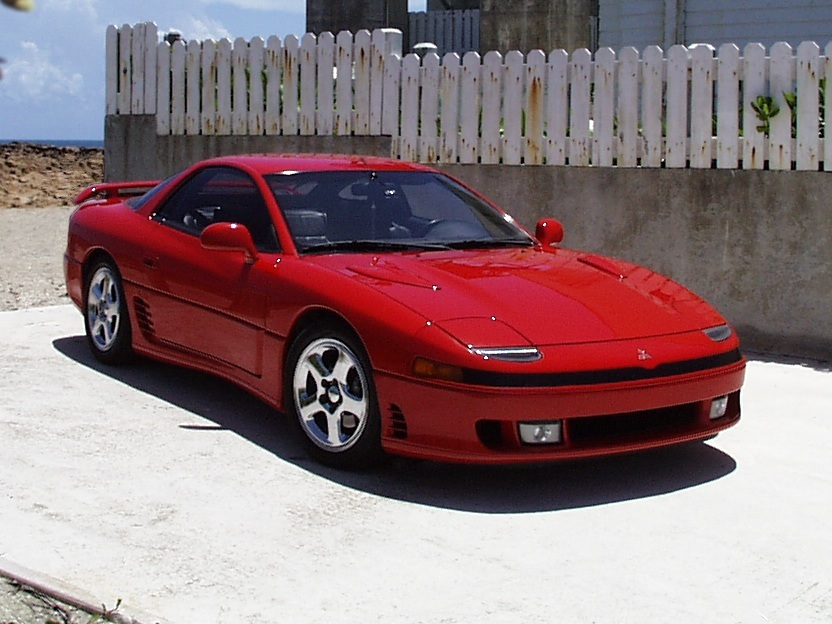
1990 Mitsubishi GTO

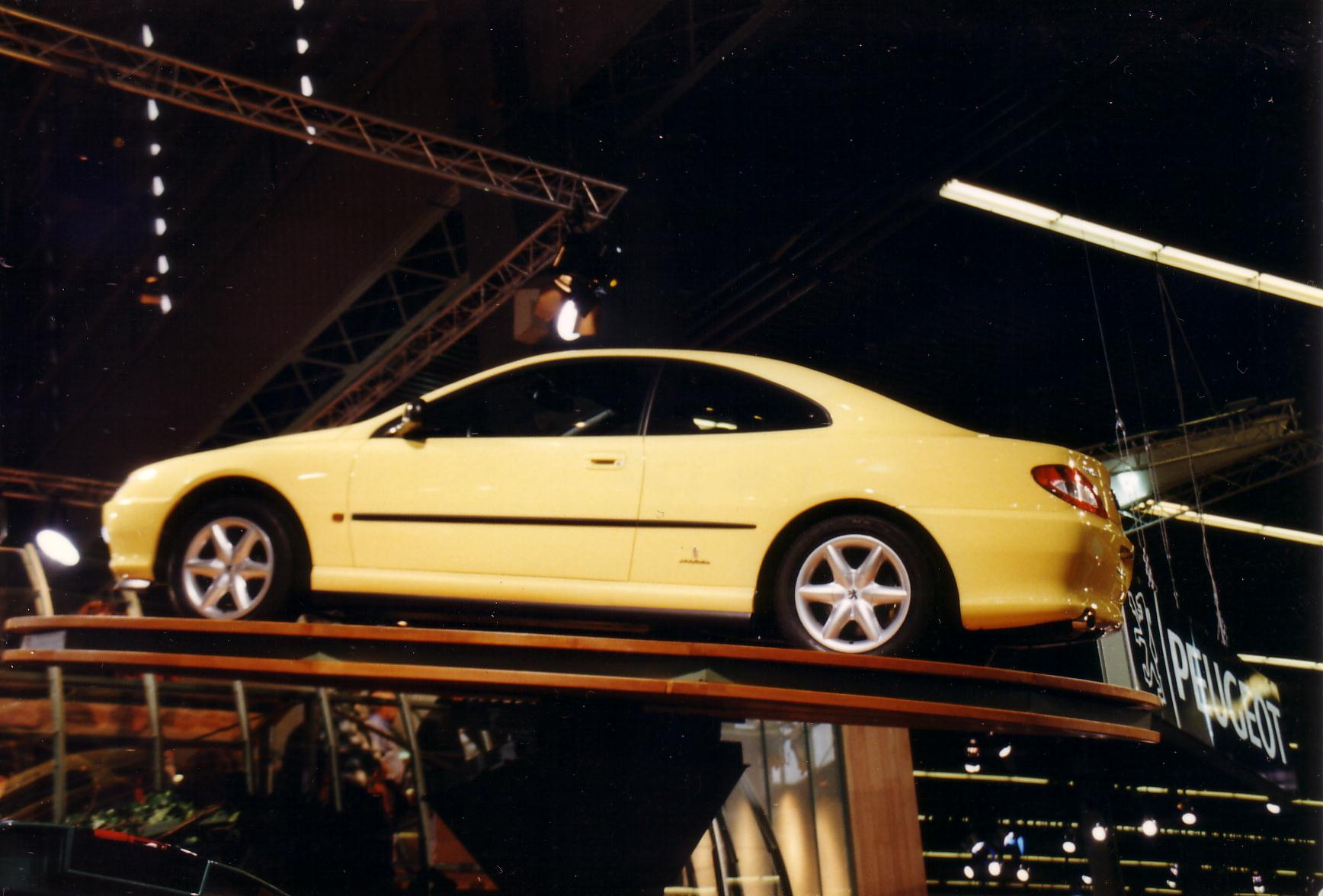
1996 Peugeot 406 Coupé

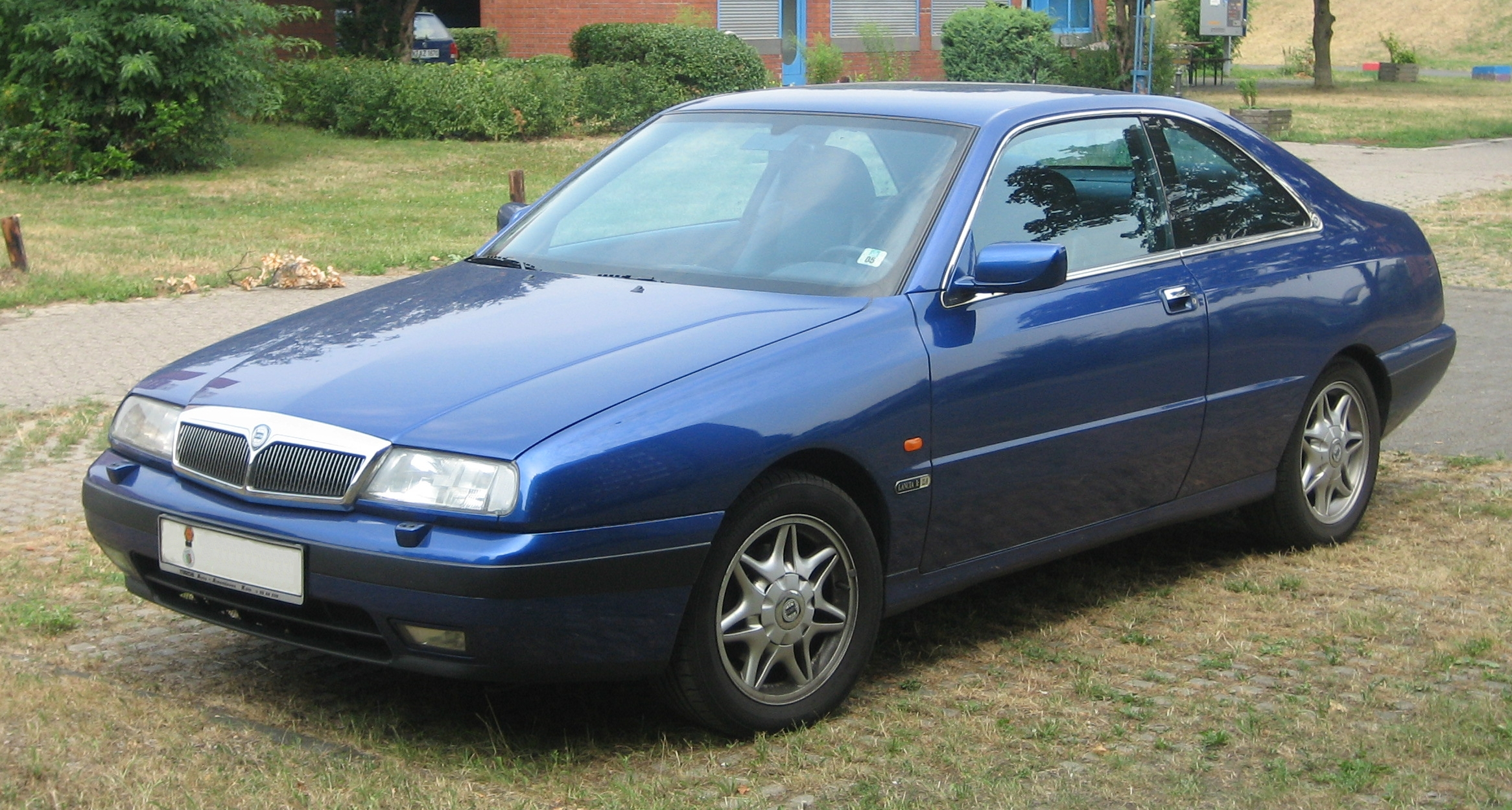
1997 Lancia Kappa Coupé

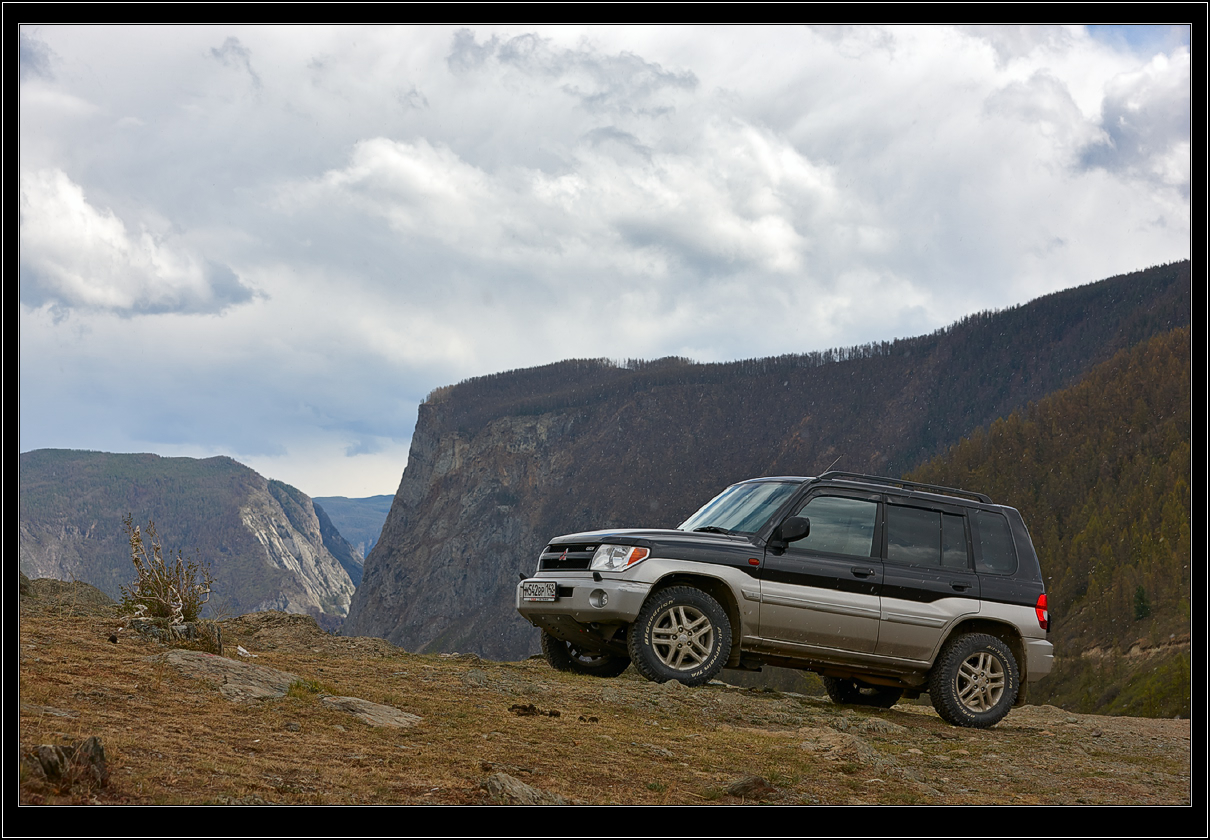
1998 Mitsubishi Pajero Pinin

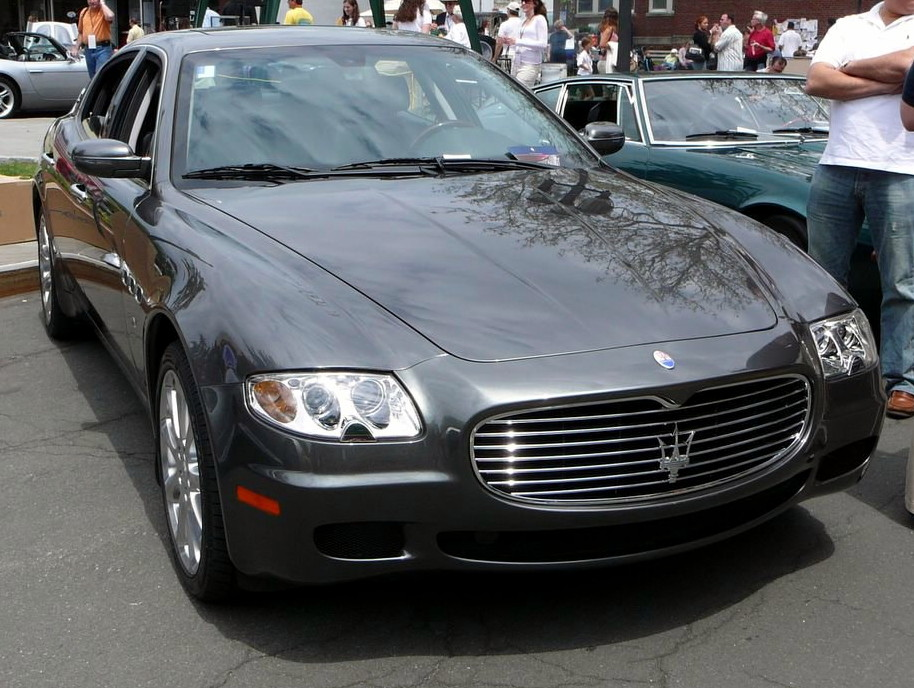
2003 Maserati Quattroporte

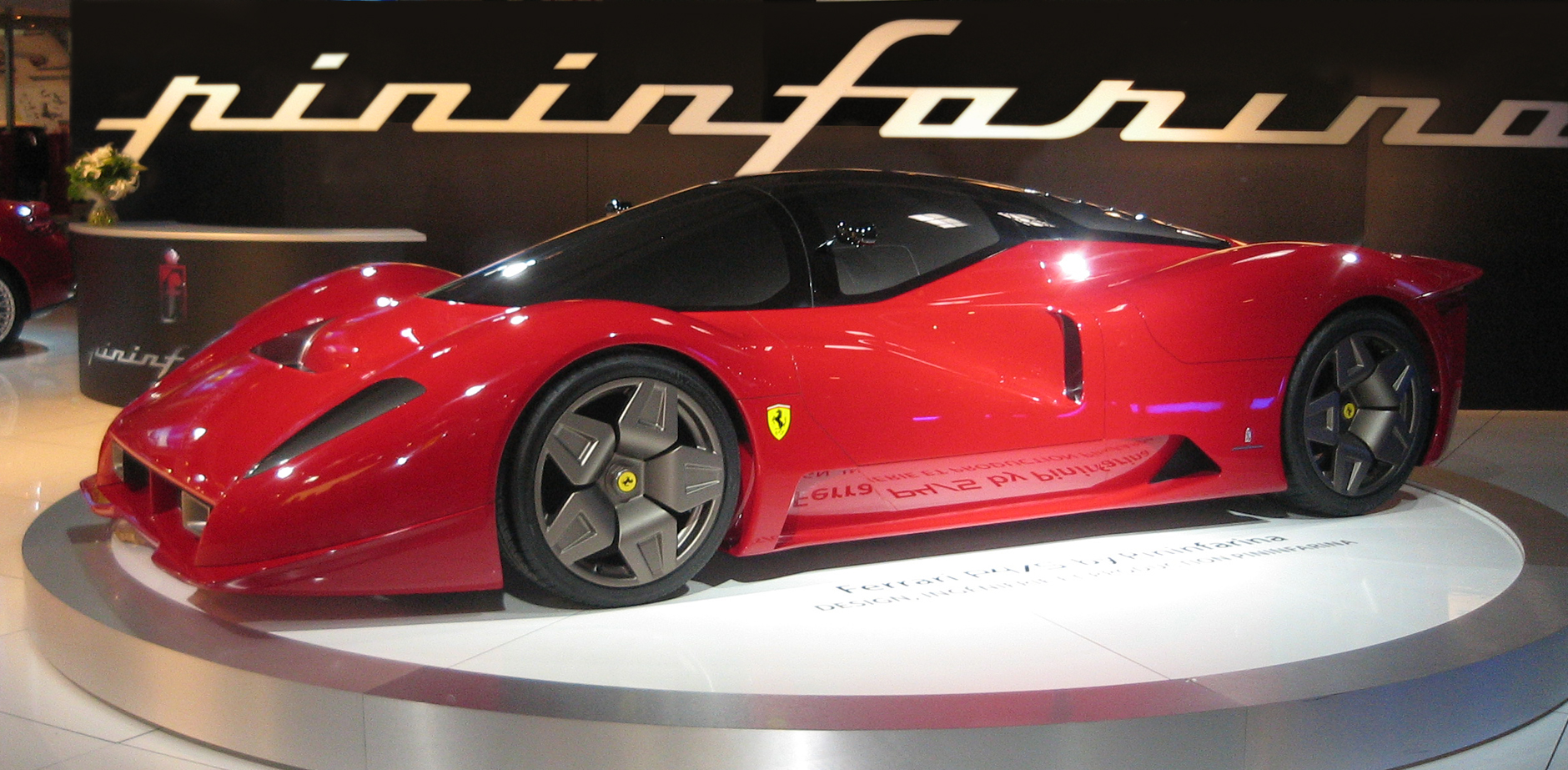
2006 Ferrari P4/5 by Pininfarina

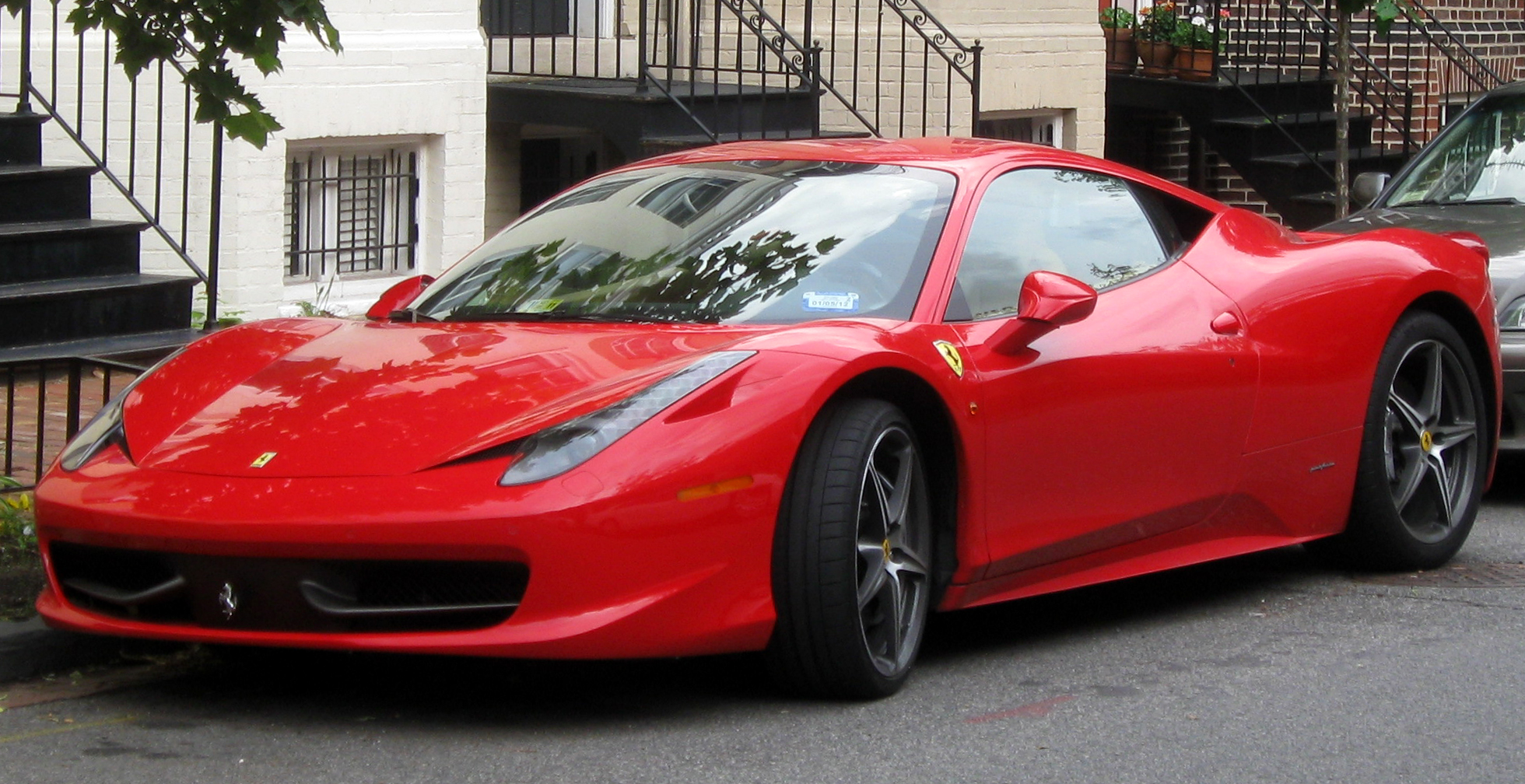
2009 Ferrari 458 Italia

- 1960 Chevrolet Corvair Coupe Speciale
- 1960 Abarth Monoposto da record
- 1961 Cadillac PF Jacqueline
- 1963 Chevrolet Rondine
- 1963 Alfa Romeo 2600 Coupe Speciale
- 1963 Fiat 2300 Laisanne
- 1963 Pininfarina PF Sigma
- 1967 Pininfarina BMC-1800 Berlina-Aereodinamica
- 1967 Ferrari Dino 206 Competizione
- 1968 Alfa Romeo P33 Roadster
- 1968 Ferrari 250 P5
- 1968 Ferrari P6
- 1968 Pininfarina BLMC 1100
- 1969 Fiat 128 Teenager
- 1969 Pininfarina Sigma Grand Prix monoposto F1
- 1969 Ferrari 512 S
- 1969 Abarth 2000
- 1969 Alfa Romeo 33/2
- 1970 Ferrari Modulo
- 1971 Ferrari 512 BB
- 1971 Alfa Romeo 33 Spider
- 1971 NSU Ro 80
- 1972 Alfa Romeo Alfetta Spider
- 1973 Chevrolet XP-897GT Two-Rotor
- 1973 Autobianchi A 112 Giovani
- 1974 Ferrari CR 25
- 1975 Alfa Romeo Eagle
- 1976 Peugeot Peugette
- 1978 Jaguar XJ Spider
- 1978 Pininfarina Studio CNR
- 1978 Fiat Ecos
- 1980 Ferrari Pinin
- 1981 Audi Quartz
- 1983 Fiat Ritmo Coupe
- 1984 Ferrari Testarossa
- 1984 Honda HP-X
- 1985 Peugeot Griffe 4
- 1986 Alfa Romeo Vivace Coupe and Spider
- 1987 Alfa Romeo 164
- 1988 Lancia HIT
- 1989 Ferrari Mythos
- 1989 Peugeot 605
- 1990 Mitsubishi GTO
- 1990 Pininfarina CNR E2
- 1991 Honda Prelude 4 Gen
- 1991 Opel Chronos
- 1992 Pininfarina Ethos
- 1992 Fiat Fiat Cinquecento pick-up
- 1993 Pininfarina Ethos 2
- 1994 Pininfarina Ethos 3
- 1994 Fiat Spunto
- 1994 Ferrari 512 M
- 1995 Fiat Coupé
- 1995 Honda SSM
- 1995 Honda Argento Vivo
- 1995 Ferrari F50
- 1996 Pininfarina Eta Beta
- 1996 Peugeot 406 Coupe
- 1996 Fiat Sing e Song
- 1997 Peugeot Nautilus
- 1998 Mitsubishi Pajero/Montero/Shogun/Pinin/iO
- 1998 Alfa Romeo Dardo Spider
- 1999 Ferrari F360 Modena[англ.]
- 1999 Pininfarina Metrocubo
- 1999 Songhuajiang Hafei Zhongyi
- 1999 Fiat Wish
- 1999 Peugeot 206
- 2000 Ferrari 360 Spider[англ.]*
- 2000 Ferrari 550 Barchetta
- 2000 Ferrari Rossa
- 2000 Daewoo Tacuma
- 2001 Ford Start
- 2001 Citroen Osee
- 2001 Hyundai Matrix
- 2002 Daewoo Nubira
- 2002 Hafei HF Fantasy
- 2002 Ferrari Enzo
- 2002 Ferrari 575M Maranello
- 2003 Pininfarina Lotus Enjoy
- 2003 Maserati Quattroporte
- 2003 Ford StreetKa
- 2003 Chevrolet Lacetti
- 2003 Ferrari 612 Scaglietti
- 2004 Pininfarina Nido
- 2004 Ferrari Superamerica
- 2004 Pininfarina Double-Face
- 2005 Chery M11 (A3)
- 2005 Maserati Birdcage 75th
- 2006 Ferrari P4/5
- 2008 Ferrari Colnago CX60
- 2009 Ferrari 458 Italia
- 2009 Tata Prima
- 2010 Alfa Romeo 2uettottanta[англ.]
- 2011 Ferrari FF
- 2012 Ferrari F12berlinetta
- 2012 Pininfarina Cambiano
- 2012 Ferrari SP12 EC
- 2012 Pininfarina Sergio
- 2013 BMW Gran Lusso Coupe